# Rivière Sainte-Marie (île d'Anticosti)
Pour les articles homonymes, voir Sainte-Marie et Rivière Sainte-Marie.
La rivière Sainte-Marie est un cours d'eau de l'île d'Anticosti se jetant dans le golfe du Saint-Laurent. Elle coule dans la municipalité de L'Île-d'Anticosti, au Québec (Canada).
La rivière Sainte-Marie s'avère la rivière la plus à l'ouest du territoire de la SÉPAQ Anticosti. Le camp sportif "Rivière-Sainte-Marie" a été aménagé au cours du XXe siècle, à l'ouest de l'embouchure de ce cours d'eau.
La route forestière (sens est-ouest) principale de l'île d'Anticosti dessert la partie supérieure de cette vallée. Un réseau de routes secondaires se rattachent à cette route principale, ainsi que vers l'ouest à un réseau routier forestier pour les besoins de la foresterie.

## Toponymie
Les toponymes « Cap Sainte-Marie », « rivière Sainte-Marie » et « Camp sportif Rivière-Sainte-Marie » sont liées[pas clair].
La désignation toponymique « rivière Sainte-Marie » s'avère l'une des plus anciennes de l'île d'Anticosti. Elle parait sur la Carte du Canada (ou de la Nouvelle France), conçue par Guillaume Delisle en 1703. Elle apparait aussi sous le nom «Rivière Ste Marie» sur une carte dressée par Joseph Schmitt en 1904.
Le nom de la rivière a probablement été donné par l'explorateur Louis Jolliet, devenu propriétaire de l'île depuis 1680; il l'aurait désigné en l'honneur de sa fille aînée Marie-Charlotte. Après être devenu propriétaire de l'île, Louis Jolliet consacrait ses étés dans la partie ouest de l'île d'Anticosti, où il avait construit une maison.
Le toponyme « rivière Sainte-Marie » a été officialisé le 5 décembre 1968 par le gouvernement du Québec.

## Géographie
La rivière Sainte-Marie tire sa source au lac Sainte-Marie (longueur: 0,7 km de forme presque ronde; altitude: 61 m) situé dans la partie centre-ouest de l'île d'Anticosti. Ce lac comporte une zone de marais du côté nord et du côté sud. L'embouchure du lac Sainte-Marie est située à:
- 36,4 km au nord-est de Port-Menier;
- 6,0 km au sud-est de la rive nord (baie Martin) de l'île d'Anticosti;
- 16,6 km au nord de la rive sud de l'île d'Anticosti[3].

À partir de sa source, la rivière Sainte-Marie coule vers le sud entre la rivière Bec-Scie à l'ouest et la rivière aux Cailloux à l'est. Son cours descend sur 21,7 km vers le sud avec une dénivellation de 60 m, selon les segments suivants:
- 11,0 km vers le sud d'abord en passant sous le pont de la route principale (sens est-ouest) de l'île, en recueillant successivement un ruisseau (venant du nord-est), la décharge (venant de l'ouest) du Lac de la Tour et la décharge (venant de l'est) du lac Nelson, puis en traversant le lac Elsie (longueur: 1,3 km; altitude: 21 m), jusqu'à son embouchure;
- 10,7 km vers le sud en entrant dans le territoire de la SÉPAQ Anticosti, en recueillant quatre ruisseaux (venant de l'ouest), deux ruisseaux (venant de l'est) et la décharge (venant du nord-est) de l'Étang Paul, en formant un crochet de 0,8 km vers l'ouest en fin de segment, jusqu'à son embouchure[3].

La rivière Sainte-Marie se déverse sur la rive sud de l'Île d'Anticosti, soit à 5,3 km à l'est de l'embouchure du ruisseau de la Baleine, à 1,2 km à l'ouest du Cap Sainte-Marie où se déverse la rivière Sainte-Marie et à 35,1 km à l'est du centre du village de Port-Menier.